# عین لشیاخ
عین لشیاخ (به عربی: عين لشياخ) یک شهرداری در الجزایر است که در استان عین الدفلی واقع شده‌است.
 عین لشیاخ  ۱۳٬۱۹۶ نفر جمعیت دارد.